# حمرور أشعر
حمرور أشعر (الاسم العلمي: Hyparrhenia hirta) هو نوع من النباتات يتبع جنس الحمرور من الفصيلة النجيلية.